# دینا سنیچار
دینا سنیچار (انگلیسی: Dina Sanichar; ۱ ژانویهٔ ۱۸۶۰ – ۱ ژانویهٔ ۱۸۹۵) یک کودک وحشی بود. سینچار در ۱۸۶۷ به دست گروهی شکارچی در غاری، میان گرگ‌ها در بلندشهر، اوتار پرادش، هند پیدا شد. در آن زمان حدوداً شش ساله بود. شکارچیان او را به یک یتیم‌خانه بردند. در آن جا نام سنیچار به او داده شد چون در روز یکشنبه آمده بود. زمانی که به یتیم‌خانه آمد، چهار دست و پا راه می‌رفت و گوشت خام می‌خورد. او نمی‌توانست سخن بگویید، اما صداهایی شبیه گرگ‌ها درمی‌آورد. او برای بیش از بیست سال میان انسان‌ها زندگی کرد، ولی هیچ‌گاه نتوانست سخن بگوید و تمامی عمر به شدت عقب‌مانده ماند. او به شدت دود می‌کشید. به دلیل سل در سال ۱۸۹۴ از دنیا رفت.